# Lac Rotoiti (Tasman)
Pour les articles homonymes, voir Lac Rotoiti (Bay of Plenty).
Le lac Rotoiti est un lac dans la région de Tasman sur l'Île du Sud en Nouvelle-Zélande. Créée naturellement en 1967, à la suite de la fonte des glaces, sa surface augmente peu à peu, inexorablement, au fil des ans. Avant cette date, le lac n'existait pas.

## Géographie
C'est un lac de montagne à l'intérieur du parc national des lacs Nelson. Il est alimenté par la rivière Travers, et son trop plein s'évacue dans le fleuve Buller. La plus grande profondeur est de 82 mètres et il est entouré de forêt de hêtres. Saint-Arnaud est un petit village situé à l'extrémité nord du lac.
Des pistes de randonnées entourent le lac, notamment la piste Lakehead sur le côté est du lac et la piste Lakeside sur le côté ouest. Il existe également un service de taxi d'eau qui fait traverser le lac aux randonneurs au départ ou à l'arrivée de Coldwater et de Lakehead  jusqu'à l'autre extrémité du lac. Le lac est également un endroit populaire pour le ski nautique et est adjacent au Mont Robert, qui a accueilli un petit club pratiquant le ski sur herbe jusqu'à ce qu'il soit interdit en 2005.
Des truites importées en font un endroit d'intérêt pour les pêcheurs.

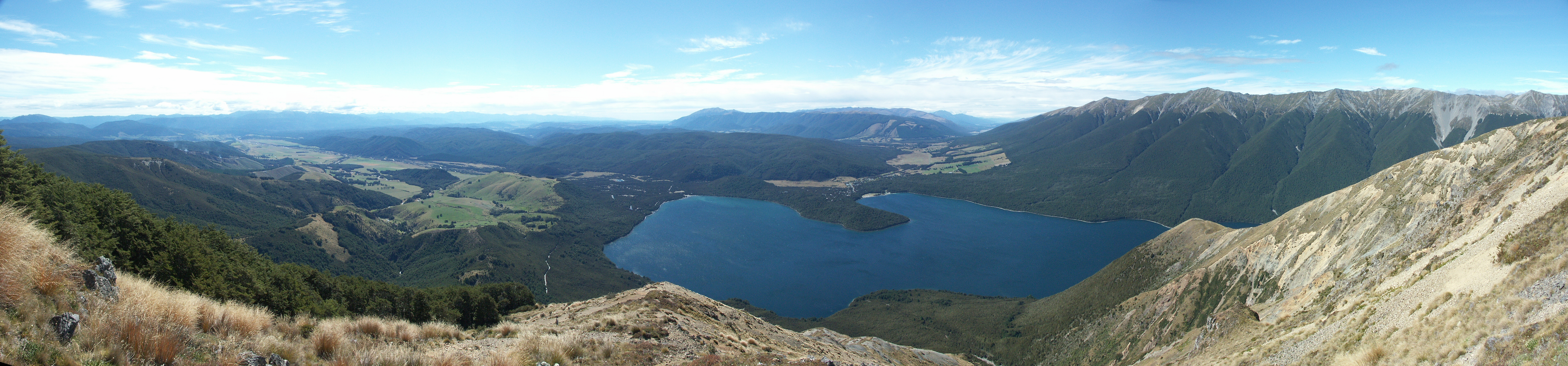
Le lac Rotoiti vu du nord.